# Autostrada A41 (Franța)
În Franța, autostrada A41 leagă Meylan, din aglomerația Grenoble, de granița cu Elveția, la nivelul localității Saint-Julien-en-Genevois, la sud-vest de Geneva, trecând prin Chambéry și Annecy. Este împărțită în două secțiuni distincte, nord și sud, conectate prin RN 201 și A43, la nivelul orașului Chambéry.
A fost dată în exploatare progresiv între 1975 și 2008. Inițial, capătul nordic între Villy-le-Pelloux și Scientrier era conectat la A40 lângă La Roche-sur-Foron. Din decembrie 2008, capătul nordic este conectat la autostrada elvețiană A1, în sudul cantonului Geneva. Această secțiune de 19,6 km este cu plată. Este concesionată companiei ADELAC, dar operată de Area. Datorită numeroaselor sale lucrări de artă (viaductul Usses, tunelul Noiret, viaductul Nant de Saint-Martin, tunelul Mont-Sion, viaductul Nant de la Folle), este una dintre cele mai scumpe din Franța. Viteza este limitată la 110 km/h din cauza profilului său accidentat; vechea secțiune dintre Villy-le-Pelloux și Scientrier constituie acum A410.
Autostrada A41 (Nord-Sud) este una dintre componentele rutei europene E712, care leagă Geneva (Elveția) de Marsilia (Franța). În zona bazinului Chambéry, aceasta traversează și este conectată la marele ax european E70 (Est-Vest), care leagă orașul Poti (Georgia) de A Coruña (Spania).

## Caracteristici
Autostrada A41 este alcătuită din două secțiuni:
- A41 Sud : 41 km lungime; în principal 2 × 2 benzi, 2 × 3 benzi spre Grenoble.
- A41 Nord : 71 km lungime; în principal 2 × 2 benzi, cu o a treia bandă pentru vehiculele lente pe pantele abrupte, 2 × 3 benzi de la A40 până la granița elvețiană, precum și între ieșirea 17 Annecy Nord și ieșirea 18 și punctul de taxare St. Martin Bellevue (joncțiunea A41-A410).

## Istoric
- 1967 : deschiderea secțiunii Grenoble – Le Touvet pentru Jocurile Olimpice de iarnă din 1968, cu 1 × 2 benzi în ambele sensuri, pe o singură cale. Este precursorul autostrăzii. Fără taxă.
- 1975 : deschiderea secțiunii Annecy-Sud – Saint-Félix.
- 1976 : dublarea secțiunii Grenoble – Le Touvet și deschiderea până la Pontcharra. Instalarea barierei de taxare de la Crolles. Cabine de taxare la intrările/ieșirile  Crolles - Brignoud spre Grenoble, făcând autostrada cu plată până la  Domène, Montbonnot-Saint-Martin.
- 1977 : deschiderea secțiunii Saint-Félix – Chambéry-Nord.
- 1978 : deschiderea secțiunii Pontcharra – Chambéry-Sud - La Ravoire. Instalarea barierei de taxare de la Chambéry-Sud. Circulația s-a desfășurat în ambele sensuri pe o singură cale (1 × 2 benzi) până la RN6, la intrarea în Barberaz.
- 1978 : deschiderea secțiunii Annecy-Sud - Annecy-Nord.
- 1979 : deschiderea secțiunii Annecy-Nord - Villy-le-Pelloux. Deschiderea ieșirii Rumilly.
- 1981 : deschiderea secțiunii Villy-le-Pelloux – Scientrier (A40).
- 1982 : eliminarea taxei de la Crolles - Brignoud spre Grenoble și invers.
- 1985 : conexiunea Rocade Sud din Grenoble și reorganizarea intrărilor/ieșirilor din Meylan, inclusiv crearea unei bretele spre Chambéry. Adăugarea intrării Meylan-mi-plaine spre Grenoble.
- 1987 : deschiderea ieșirii Aix-les-Bains-Sud.
- 1989 : punerea în funcțiune a nodului rutier Francin pentru deschiderea secțiunii A43 între nodul Francin și Montmélian. Tronsonul A41 între Chambéry/RN 201 și Francin este renumerotat A43.
- 1993 : adăugarea unei a treia benzi între intrarea Montbonnot-Saint-Martin și joncțiunea cu Rocade Sud.
- 1995 : adăugarea unei a treia benzi între joncțiunea cu Rocade Sud și ieșirea Montbonnot-Saint-Martin. Punerea în funcțiune a semi-difuzorului La Bâtie spre și dinspre Grenoble. Pe 5 decembrie 1994, în timpul lucrărilor, o ploaie puternică a provocat un accident în lanț, cu cinci decese[1].
- 1996 : în comuna Méry, virajul strâns destinat ocolirii Chambéry a fost reprofilat pentru a permite trecerea la viteză maximă.
- 2000 : dublarea ieșirii 24 pentru separarea fluxurilor spre Brignoud (ieșirea 24b) și Crolles (ieșirea 24a).
- 2002 : modificarea joncțiunii cu Rocade Sud: ieșirea Meylan venind din Grenoble nu mai este accesibilă de pe A41.
- 2006 : deschiderea ieșirii spre Bernin venind din Grenoble.
- 2008 : deschiderea secțiunii directe Annecy – Geneva (19,7 km construiți în 38 de luni pentru 871,5 milioane de euro)[2], numită Liane (LIaison Annecy Nord Express), punând Annecy la 30 minute de centrul Genevei. Deschiderea pe 22 decembrie 2008 la ora 14. Secțiunea veche de la bariera Saint-Martin-Bellevue până la A40 (prin La Roche-sur-Foron) se numește acum A410. Autostrada A401, care lega A40 de postul vamal Bardonnex și care acum este conectată la capătul A41, a fost integrată acesteia din urmă.
- 2010 : deschiderea ieșirii 15.1 Seynod-Sud, legată la RD 1201.
- 2015 : deschiderea intrării din Bernin spre Grenoble.
- 2018 : din septembrie, lucrări de amenajare și lărgire la 2 × 3 benzi între ieșirea 17 Annecy Nord și bariera Saint-Martin-Bellevue.
- 2019 : completarea joncțiunii La Bâtie spre Chambéry.
- 2023 : breteaua de acces la A41 din Chambéry prin A43 (N201) a fost relocată în zona comercială Landiers pentru a reduce traficul rutier la bariera istorică A43 și pentru a fluidiza traversarea aglomerației Chambéry în timpul fluxurilor de iarnă către stațiunile de schi din Savoia și Italia. Noua bretea este echipată cu un sistem de taxare inovator, fără barieră, care înregistrează plăcuțele de înmatriculare prin camere de supraveghere la trecerea tuturor vehiculelor.

## Traseu
| De la granița elvețiană până la A40; secțiune gratuită concesionată companiei ATMB.                                                 | |                      |
| A1 E21 E25 E62 | |                      |
| | Granița dintre Franța și Elveția. |                      |
| A41 E21 E25 E62 | |                      |
| Intersecție | Nod rutier între A40 și A41: Grenoble, Chambéry, Annecy, Paris, Lyon, Bourg-en-Bresse, Saint-Julien-en-Genevois; Torino, Milano (prin Tunelul Mont Blanc); Chamonix-Mont-Blanc, Annemasse. | A40 E21 E25 E62 E712 |
| De la A40 până la A410; secțiune cu taxă în sistem deschis concesionată companiei ADELAC.                                           | |                      |
| A41 E712 | |                      |
| | Limitare la 110 km/h (în ambele sensuri). |                      |
| | Tunelul Mont-Sion. |                      |
| 19 - Copponex | Oraș deservit: Cruseilles (nod rutier parțial). |                      |
| | Zone de odihnă: Les Ponts de la Caille (sens Geneva-Grenoble); La Ravoire (sens Grenoble-Geneva).                                                                                          |                      |
| | Punctul de taxare Saint-Martin-Bellevue. |                      |
| Intersecție | Nod rutier între A410 și A41: Chamonix-Mont-Blanc, Thonon-les-Bains, Évian-les-Bains (nod rutier parțial).                                                                                 | A410                 |
| 18 - Allonzier | Orașe deservite: Cruseilles, Allonzier-la-Caille. | RD1201               |
| De la A410 la A43 și RN201; secțiune cu taxă în sistem închis concesionată companiei AREA.                                          | |                      |
| | Limitare la 130 km/h (sens Geneva > Grenoble). |                      |
| 17 - Annecy-nord | Orașe deservite: Annecy, Annecy-le-Vieux, Aeroportul Annecy – Haute-Savoie – Mont Blanc.                                                                                                   | RD1201               |
| 16 - Annecy-sud | Orașe deservite: Albertville, Annecy, Cran-Gevrier, Seynod. | RD3508               |
| | Zone de servicii: Fontanelles (sens Geneva-Grenoble); La Ripaille (sens Grenoble-Geneva).                                                                                                  |                      |
| 15.1 - Seynod | Orașe deservite: Seynod, Annecy-Chaux. |                      |
| 15 - Rumilly | Orașe deservite: Rumilly, Alby-sur-Chéran. | RD3                  |
| | Trecerea din departamentul Haute-Savoie în departamentul Savoie. |                      |
| | Zone de odihnă: Albens (sens Geneva-Grenoble); Saint-Girod (sens Grenoble-Geneva). |                      |
| 14 - Aix-nord | Orașe deservite: Aix-les-Bains, Grésy-sur-Aix. | RD911b               |
| | Zone de servicii: Drumettaz (sens Geneva-Grenoble); Mouxy (sens Grenoble-Geneva). |                      |
| 13 - Aix-sud | Orașe deservite: Aix-les-Bains, Drumettaz-Clarafond, Viviers-du-Lac. | RD127                |
| Intersecție | Nod rutier între A43, RN201 și A41: Marsilia, Valence, Lyon; Torino, Milano (prin Tunelul rutier Fréjus); Albertville, Grenoble, Chambéry, Aeroportul Annecy – Haute-Savoie – Mont Blanc.  | A43 RN201 E70        |
| | Punctul de taxare Chambéry-Nord. |                      |
| A41 E712 | |                      |
| De la A43 vest până la ieșirea 19; secțiune gratuită neconcesionată cu statut de drum expres (RN201), gestionată de DIR Centre-Est. | |                      |
| RN201 E70 E712 | |                      |
| 13 - Le Bourget-du-Lac | Orașe deservite: Aix-les-Bains, Le Bourget-du-Lac, Savoie Technolac, Aeroportul Annecy – Haute-Savoie – Mont Blanc.                                                                        | RD1201               |
| 14 - La Motte-Servolex | Orașe deservite: La Motte-Servolex, Z.I. des Landiers, Vama C.R.D., Centru comercial. |                      |
| 15 - Chambéry-le-Haut | Orașe deservite: Lyon, Valence, Chambéry-centru, Cognin, Hauts-de-Chambéry, Masivul Chartreuse.                                                                                            | RD10                 |
| 16 - La Cassine | Cartier deservit : Chambéry-La Cassine. | RD10                 |
| | Limitare la 90 km/h (sens Geneva > Grenoble). |                      |
| | Tunelul des Monts (880 m). |                      |
| 17 - Bassens | Oraș deservit: Bassens. |                      |
| | Limitare la 110 km/h (sens Grenoble > Geneva). |                      |
| 18 - Barberaz | Orașe deservite: Albertville, Grenoble, Chambéry-centru, Montmélian, Barberaz, Challes-les-Eaux, Masivul Bauges.                                                                           |                      |
| 19 - La Ravoire | Orașe deservite: Barberaz, La Ravoire. |                      |
| RN201 E70 E712 | |                      |
| De la ieșirea 19 până la ieșirea 20 : tronson comun cu A43; secțiune gratuită concesionată companiei AREA.                          | |                      |
| A41 A43 E70 E712 | |                      |
| 20 (A43) - Saint-Badolph | Orașe deservite: Saint-Baldoph, Challes-les-Eaux. |                      |
| De la ieșirea 20 până la A43 est : tronson comun cu A43; secțiune cu taxă în sistem închis, concesionată companiei AREA.            | |                      |
| | Zone de servicii: Le Granier (sens Geneva-Grenoble); L'Abis (sens Grenoble-Geneva) |                      |
| | Punctul de taxare Chignin. |                      |
| 21 (A43) - Chignin-Les Marches | Orașe deservite: Les Marches, Challes-les-Eaux. | RD1090               |
| Intersecție | Nod rutier între A43 și A41: Torino, Milano (prin Tunelul rutier Fréjus, Albertville, Saint-Jean-de-Maurienne.                                                                             | A43 E70              |
| De la A43 est până la ieșirea 24; secțiune cu taxă în sistem închis, concesionată companiei AREA.                                   | |                      |
| A41 E712 | |                      |
| | Trecerea din departamentul Savoie în departamentul Isère. |                      |
| | Zone de odihnă: Chapareillan (sens Geneva-Grenoble); Les Marches (sens Grenoble-Geneva) |                      |
| 22 - Pontcharra | Orașe deservite: La Rochette, Pontcharra. | RD1090               |
| 23 - Le Touvet | Orașe deservite: Allevard, Le Touvet. |                      |
| | Zone de odihnă: La Terrasse (sens Geneva-Grenoble); Chonas (sens Grenoble-Geneva) |                      |
| | Punctul de taxare Crolles. |                      |
| 24a/24b - Crolles-Brignoud | Orașe deservite: Chambéry, Villard-Bonnot, Crolles. |                      |
| De la ieșirea 24 până la capătul autostrăzii la Grenoble; secțiune gratuită concesionată companiei AREA.                            | |                      |
| 24a/24c - Bernin | Oraș deservit: Bernin (nod rutier parțial). |                      |
| | Zone de servicii: Bois-Claret (sens Chambéry-Grenoble); Saint-Nazaire-les-Eymes (sens Grenoble-Chambéry)                                                                                   |                      |
| 24.1 - La Bâtie | Orașe deservite: Villard-Bonnot, Saint-Ismier. |                      |
| 25 - Montbonnot-Saint-Martin | Orașe deservite: Montbonnot-Saint-Martin, Domène. |                      |
| 26 - Meylan | Oraș deservit: Meylan (nod rutier parțial). |                      |
| Intersecție | Nod rutier între RN87 și A41: A48 (Lyon, Valence); A51 (Sisteron, Gap); Briançon, Grenoble-est, Grenoble-sud.                                                                              | RN87 A48 A51 E712    |
| 26 - Meylan | Oraș deservit: Meylan (nod rutier parțial). |                      |
| 27 - Meylan-Mi-plaine | Orașe deservite: Meylan-Mi-plaine, La Tronche-centru, Corenc (nod rutier parțial). |                      |
| A41 | |                      |

## Departamente traversate
Autostrada A41 traversează trei departamente. Lista de mai jos enumeră orașele deservite și locurile remarcabile din apropierea autostrăzii:
- Isère: Grenoble, Saint-Ismier, Crolles, Le Touvet și Pontcharra;
- Savoie: Chambéry și Aix-les-Bains;
- Haute-Savoie: Annecy, Cruseilles și Saint-Julien-en-Genevois.